# Шушниг, Курт
Курт Алои́с Йо́зеф Иога́нн фон Шу́шниг (нем. Kurt Alois Josef Johann von Schuschnigg); 14 декабря 1897, Рива-дель-Гарда, (ныне — Южный Тироль), Австро-Венгрия — 18 ноября 1977, Муттерс, Инсбрук, Австрия; до 1919 года носил дворянский титул Эдлер фон Шушниг (нем. Edler von Schuschnigg) — австрийский государственный и политический деятель. Федеральный канцлер Австрии (1934—1938); также в 1932-1938 годах занимал ряд министерских постов в австрийском правительстве.  Один из ведущих деятелей австрофашистского режима.

## Биография

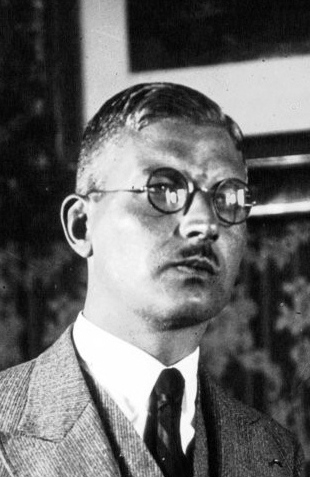
1934 год

Сын офицера Артура Шушнига (1865—1938) и Анны Вопфнер (1872—1935), сестры историка Германа Вопфнера (1876—1963), старший брат искусствоведа и радиожурналиста Артура Шушнига (1904—1990), происходил из старой военно-аристократической семьи каринтийских словенцев. Получил юридическое образование в университетах Фрайбурга и Инсбрука.
В июне 1915 года добровольно поступил в австро-венгерскую армию (4-й крепостной артиллерийский полк в Пуле) в качестве одногодичника-добровольца, дослужился до прапорщика (15 октября 1916), лейтенанта резерва (1 февраля 1917), участвовал в шестой битве при Изонцо. Попал в итальянский плен и в сентябре 1919 года вернулся в Австрию. В 1924 году стал адвокатом в Инсбруке, вступил в Христианско-социальную партию, и в 1927 году был избран в нижнюю палату парламента (Национальрат) самым молодым депутатом.
В 1932 году канцлер Энгельберт Дольфус назначил Шушнига министром юстиции, в 1933 году он становится министром образования. 11 ноября 1933 года по его инициативе в Австрии вновь была введена смертная казнь.
25 июля 1934 года, сразу  после убийства нацистами Э. Дольфуса, К. фон Шушниг стал исполняющим обязанности федерального канцлера, а 29 июля официально сменил Дольфуса на посту главы правительства.
В феврале 1938 года из-за угрозы военного нападения нацистской Германии на Австрию Шушниг прибыл в Берхтесгаден, где под давлением Адольфа Гитлера подписал ультиматум, в соответствии с которым власть в Австрии должна быть передана нацистам, а член нацистской партии венский адвокат Артур Зейсс-Инкварт назначен министром внутренних дел.
Шушниг попытался восстановить контроль над ситуацией и объявил плебисцит о сохранении Австрией независимости на 13 марта. Гитлер потребовал отменить плебисцит, от Шушнига — подать в отставку, а на место канцлера назначить Зейсс-Инкварта. Президент Австрии Вильгельм Миклас принял условия Гитлера, и на следующий день после назначения Зейсс-Инкварта канцлером немецкие войска пересекли границу Австрии, чтобы включить её в состав Третьего рейха (см. Аншлюс).
После аншлюса Шушниг был арестован, с 12 марта по 28 мая 1938 года он находился под домашним арестом, затем его перевели в штаб-квартиру гестапо на Морцинплац, где он провел следующие 17 месяцев. С 1941 года до мая 1945 Шушниг находился в концентрационных лагерях Дахау и Заксенхаузен.
Вскоре после ареста ему разрешили вступить в брак с бывшей графиней Верой Чернин фон унд Худениц. В последний год войны она жила в концлагере вместе с Шушнигом и их дочерью Марией Долорес Элизабет, родившейся в 1941 году.
После Второй мировой войны Шушниг эмигрировал в США, где преподавал политологию в Сент-Луисском университете с 1948 по 1967 год. В 1956 году получил американское гражданство.
В 1967 году вернулся в Австрию, умер в Инсбруке в 1977 году. Похоронен в Муттерсе.

## Награды
- Серебряная медаль «За храбрость» 2-й степени (1916)
- Бронзовая медаль военных заслуг на ленте Креста военных заслуг (29 апреля 1917)
- Крест военных заслуг с мечами (2 июля 1917)
- Бронзовая медаль военных заслуг на ленте Креста военных заслуг (12 сентября 1917)
- Большой крест 1-й степени «За заслуги перед Австрийской Республикой» (1936)

## Книги
- «Моя Австрия» (1937)
- Ein Requiem in Rot-Weiß-Rot. Aufzeichnungen des Häftlings Dr. Auster. Amstutz, Zürich (1946, в русском переводе — «Реквием по Австрии»)
- «Жестокий переворот» (1969)